# Вахтанг Кикабидзе
Вахта́нг Кикаби́дзе (на грузински: ვახტანგ კიკაბიძე) е грузински певец, автор на песни, актьор, режисьор и сценарист.

## Биография
Вахтанг Кикабидзе е роден на 19 юли 1938 година в Тбилиси. Баща му Константин Кикабидзе произлиза от имеретски благороднически род, работи като журналист, загива в катастрофалната за съветската армия Керченско-Феодосийска операция през 1942 година. Майка му Манана Батратиони произлиза от княжеския род Багратиони-Давитишвили, клон на грузинската царска династия Багратиони.
След завършване на средно училище постъпва през 1955 година в Тбилиския университет, където следва 2 години, но не се дипломира. През 1959 година започва работа в Тбилиската филхармония, като учи в Тбилиския институт за чуждестранни езици през 1961 – 1963 година.
От 1966 г. членува в група „Орера“ като барабанист и вокал. През 1966 г. дебютира в киното – „Среща в планините“ (режисьор – Н. Санишвили)
През 1969 г. участва във филма „Не тъгувай!“ (режисьор – Георгий Данелия). За него получава награда за най-добра мъжка роля на филмовия конкурс в Картахена през 1970 г.
През 1973 г. участва в „Мелодии от Верайския квартал“ (режисьор – Г. Шенгелая)
През 1977 г. участва в „Мимино“ (режисьор – Георгий Данелия). Получава през следващата година за ролята си Държавна награда на СССР.
През 1981 г. снима по свой сценарий филма „Бъди здрав, скъпи“ – комедия в четири новели, получила награда „Гран При“ в Габрово през 1983 г., а през 1985 г. – „Мъже и всички останали“.
През 1984 г. участва в „ТАСС е упълномощена да заяви“, за който получава наградата на КГБ.
През 2020 г. е избран за депутат в грузинския парламент. Осъжда руското нашествие в Украйна, изнася благотворителен концерт в Батуми и дарява събраните средства на украинската армия.
Народен артист е на Грузинската СССР (1980), лауреат на много международни музикални конкурси и кинофестивали. Почетен гражданин е на Тбилиси (1998). През 1999 г. получава звезда на Площада на звездите в Москва, а през 2006 г. – „Грузинска звезда“ на площада пред Грузинската филхармония.
Умира на 15 януари 2023 година в клиника в Тбилиси.
Кавалер е на ордените:
- Международен орден на Николай Чудотворец (за преумножаване на доброто по земята, представен от Украйна)
- Международен орден на Константин Велики (представен от Русия)
- Грузински орден на Честта (1994 г.)
- Военен орден „Вахтанг Горгасала“ – III степен
- Грузински орден на победата „Свети Георги“ – за 70-годишнината му
- Руски орден на дружбата – за 70-годишнината му (отказва се от него след Конфликта в Южна Осетия през 2008 г.)

Изпълнител на много популярни песни („Чито грито“, Мои года – „мое богатство“ и др.) Често гастролира в чужбина, изпълнител е на много популярни образи от известни съветски филми. От 1996 г. е вписан в международния справочник „Who is Who“.
Пише мемоари под работното заглавие „Лице от кавказка националност“.

## Семейство
- Съпруга (от 1965 г.) Ирина Григориевна Кебадзе, бивша примабалерина на Тбилиския академичен оперен театър
- Дъщеря Марина Сагарадзе, актриса в Тбилиския академичен театър „Шота Руставели“, снима се във филми, преподава сценично майсторство
  - Внук Георгий Арешидзе (1979), син на Марина Сагарадзе, завършил колеж в Залцбург и Международния университет „Шилер“ в Лондон
- Син Константин Кикабидзе, художник, завършил Академия на изкуствата, работил три години по договор в посолството на Грузия в Москва, към 2009 г. живее в Торонто, Канада
  - Внук Вахтанг (1986), син на Константин Кикабидзе, студент в Американския университет в София
  - Внук Иван (1995), син на Константин Кикабидзе, учи в английско училище в Тбилиси

## Дискография

### Грамофонни плочи
- 1971 – Поёт Вахтанг Кикабидзе (ЕР, Мелодия, ГД–0002703-4)[4]
- 1973 – Поёт Буба Кикабидзе (ЕР, Мелодия, ГД–0003803-4)[5]
- 1973 – Поёт Вахтанг Кикабидзе (ЕР, Мелодия, ГД 0003305 – 2703)[6]
- 1978 – Поёт Буба Кикабидзе (ЕР, Мелодия, Г62–07023-4)[7]
- 1979 – Пока сердце поёт (LР, Мелодия, С60–12465-6)[8]
- 1980 – Поёт Вахтанг Кикабидзе. Песни Алексея Экимяна (ЕР, Мелодия, С62–13567-68)[9]
- 1980 – Поёт Вахтанг Кикабидзе (ЕР, Мелодия, С62–14745-46)[10]
- 1981 – Пожелание. Песни Алексея Экимяна поёт Вахтанг Кикабидзе (LР, Мелодия, С60–14809-10)[11]
- 1983 – Вахтанг Кикабидзе поёт песни А. Морозова (ЕР, Мелодия, С62–19063 001)[12]

### Аудиокасети и компактдискове
- 1979 – Поёт Вахтанг Кикабидзе (MC, Мелодия, СМ 00742)[13]
- 1994 – Мои года
- 1996 – Ларису Ивановну хочу (преиздаден през 2018 г.)
- 1997 – Письмо другу
- 1997 – Секрет счастья
- 1999 – Танго любви
- 2001 – Лучшие песни
- 2003 – Грузия, любовь моя (Тбилиски песни) (2 CD)
- 2004 – Старики-разбойники
- 2006 – Grand Collection
- 2006 – Вот и встретились
- 2006 – Танцы, шманцы, обниманцы
- 2007 – Я жизнь не тороплю
- 2008 – Проза жизни (допълнено издание)
- 2018 – Версии, не вошедшие в сборники[14]

## Филмография

### Роли
Албуми на George Baker Selection:
- 1969 – Little Green Bag
- 1970 – Love in the World
- 1972 – Now
- 1974 – Hot Baker
- 1975 – Paloma Blanca
- 1975 – A Song for you)
- 1976 – River Song
- 1976 – So Lang die Sonne scheint
- 1977 – Summer Melody
- 1983 – Paradise Island
- 1985 – Santa Lucia by Night
- 1987 – Viva America
- 1988 – From Russia with Love<

Соло албуми:
- 1978 – In your heart
- 1978 – Another lonely Christmas night
- 1979 – Sing for the day
- 1980 – Wild Flower
- 1981 – The Winds of time
- 1989 – Dreamboat
- 1991 – Love in your heart
- 1993 – Memories
- 2000 – Flashback
- 1966 – „Среща в планините“ – Гия
- 1968 – „Серенада“
- 1966 – „Не тъгувай!“ – Бенджамин Глонти
- 1971 – „Хатабала“
- 1972 – „Аз, следователят“ – Георгий Микеладзе
- 1973 – „Съвсем пропаднал“ – Херцог
- 1974 – „Мелодии от Верийския квартал“ – коларят Павле
- 1976 – „Изгубената експедиция“ – комисарят
- 1977 – „Диамант „чиста вода““
- 1977 – Псевдоним: Лукач“
- 1978 – „Мимино“ – Валентин Константинович Мизандари, Мимино
- 1980 – „Дюма на Кавказ“
- 1981 – „Бъди здрав, скъпи“
- 1983 – „Утро без бележки“
- 1984 – „ТАСС е упълномощена да заяви“ – Джон Глеб
- 1984 – „Олга и Константин“
- 1985 – „Мъже и всички останали“
- 1994 – „Веселичко пътуване“
- 2000 – „Фортуна“ – капитан Фома Арчилов

### Режисура
- 1981 – „Бъди здрав, скъпи“
- 1985 – „Мъже и всички останали“

## Любопитно
- Във филмите на Георгий Данелия името на актьора се изписва в надписите като „Буба Кикабидзе“ („Буба“ го наричат роднините и близките).
- На негово име е наречена руската пънк-фолк-рок група „Водопад“ – „Водопадът Вахтанг Кикабидзе“.
- На руския пазар през 2006 г. се появява чача (грузинска напитка, подобна на водката) „Вахтанг Кикабидзе“. На етикета ѝ има портрет на Кикабидзе, направен от Бадри Топурия.
- Живее в собствена триетажна къща в престижния тбилиски квартал Ваке.